# 花咲クDON BLA GO!
『花咲クDON BLA GO!』（ハナサク ドン ブラ ゴー）は、日本のジャズバンドPE'Zの通算5枚目のミニ・アルバムである。2003年5月28日発売。発売元は東芝EMI / Virgin Music。CCCD。

## 収録曲
全編曲：PE'Z
1. 花咲ク DON BLA GO![4:01]
作曲：Ohyama"B.M.W"Wataru・ヒイズミマサユ機
2. 婆裸夢遊(BARAMUYOU) ～不可能を可能にする男(THE MAN)～[3:53]
作曲：Ohyama"B.M.W"Wataru
グンゼ「サブリナサマー」CMソング
3. mo'moonlight[3:48]
作曲：ヒイズミマサユ機
4. INUNIGEL[3:43]
作曲：Ohyama"B.M.W"Wataru
アサヒビール「スーパードライ」ラジオCMソング
5. かもめが翔んだ日[4:01]
作詞：伊藤アキラ、作曲：渡辺真知子
渡辺真知子のカバー。上妻宏光が参加。

## 収録アルバム

### 花咲ク DON BLA GO!
- リミックス『PE'Z COLOR VOL.1』（2004年3月24日）
※Ashley Beedle's Shibuya Space Samba Remix
- オリジナル『極月 -KIWAMARI ZUKI-』（2004年8月4日）
- ライブ『PE'Z REALIVE 2005 ～節 FUSHI～』（2005年12月07日）
- ベスト『PE'Z BEST 1ST STAGE 「藍」』（2006年3月15日）

### 婆裸夢遊(BARAMUYOU) ～不可能を可能にする男(THE MAN)～
- ベスト『PE'Z BEST 1ST STAGE 「藍」』（2006年3月15日）
※ex.015

### INUNIGEL
- ベスト『PE'Z BEST 1ST STAGE 「藍」』（2006年3月15日）

### かもめが翔んだ日
- オリジナル『極月 -KIWAMARI ZUKI-』（2009年3月11日）